# Kostel svatého Bartoloměje (Černouček)
Kostel svatého Bartoloměje je římskokatolický pozdně barokní chrám v obci Černouček v okrese Litoměřice. Od roku 1964 je chráněn jako kulturní památka České republiky. Kostel i s okolním areálem byl postaven podle plánů architekta Antonína Schmidta.

## Historie a popis
Obec Černouček leží asi 4 km na jihojihovýchod od vrcholku Řípu a 10 km od Roudnice nad Labem. První historicky dochovaná zpráva o obci je z konce 11. století. Areál kostela svatého Bartoloměje je v severovýchodní části obce na kraji mírného svahu, který klesá od průčelí kostela směrem na západ; při pohledu na obec od západu tvoří kostelní věž výraznou dominantu. Původně tu byl románský, později goticky přestavěný kostel zmiňovaný roku 1311, který byl místo původně zamýšlené přestavby zbourán a v letech 1769–1774 byl na jeho místě postaven nový barokní kostel. Architektem a stavitelem byl Antonín Schmidt, stavebníkem hrabě Adam Hartig, pro kterého Schmidt pravděpodobně pracoval také na úpravách zámku v nedalekých Horních Beřkovicích.
Areál někdejšího hřbitova ohraničuje zeď z lámaného kamene, v ní jsou dvě širší brány a menší branka. Uprostřed je jednolodní kostel, výrazně podélně protažená stavba z lomového zdiva, dlouhá přes 25 m a široká přes 10 m. Je zakončená půlkruhovým presbytářem orientovaným k východu, po obou stranách presbytáře jsou přízemní sakristie. V průčelí na západní straně kostela je čtyřboká hranolová věž, původně zastřešená barokní cibulí, která byla patrně na konci 19. století nahrazena jehlancem. V interiéru je prostor lodi téměř oválný, s nikami v koutech mezi pilastry a s kopulovou klenbou. Dominantními prvky obou bočních fasád jsou středové rizality. Na konci hřebene střechy nad kněžištěm je sanktusník.
Nad hlavním oltářem je obraz od Ludvíka Kohla z roku 1810, představující umučení sv. Bartoloměje.
Před hlavním vstupem do areálu na jeho západní straně je na podstavci barokní socha z 18. století, která neobvykle představuje svatého Jana Nepomuckého, vedoucího za ruku malého chlapce. Socha byla v roce 1999 zrestaurována.
Kostel je stále využíván pro bohoslužebné účely; až do roku 2005 byl farním kostelem.

## Galerie

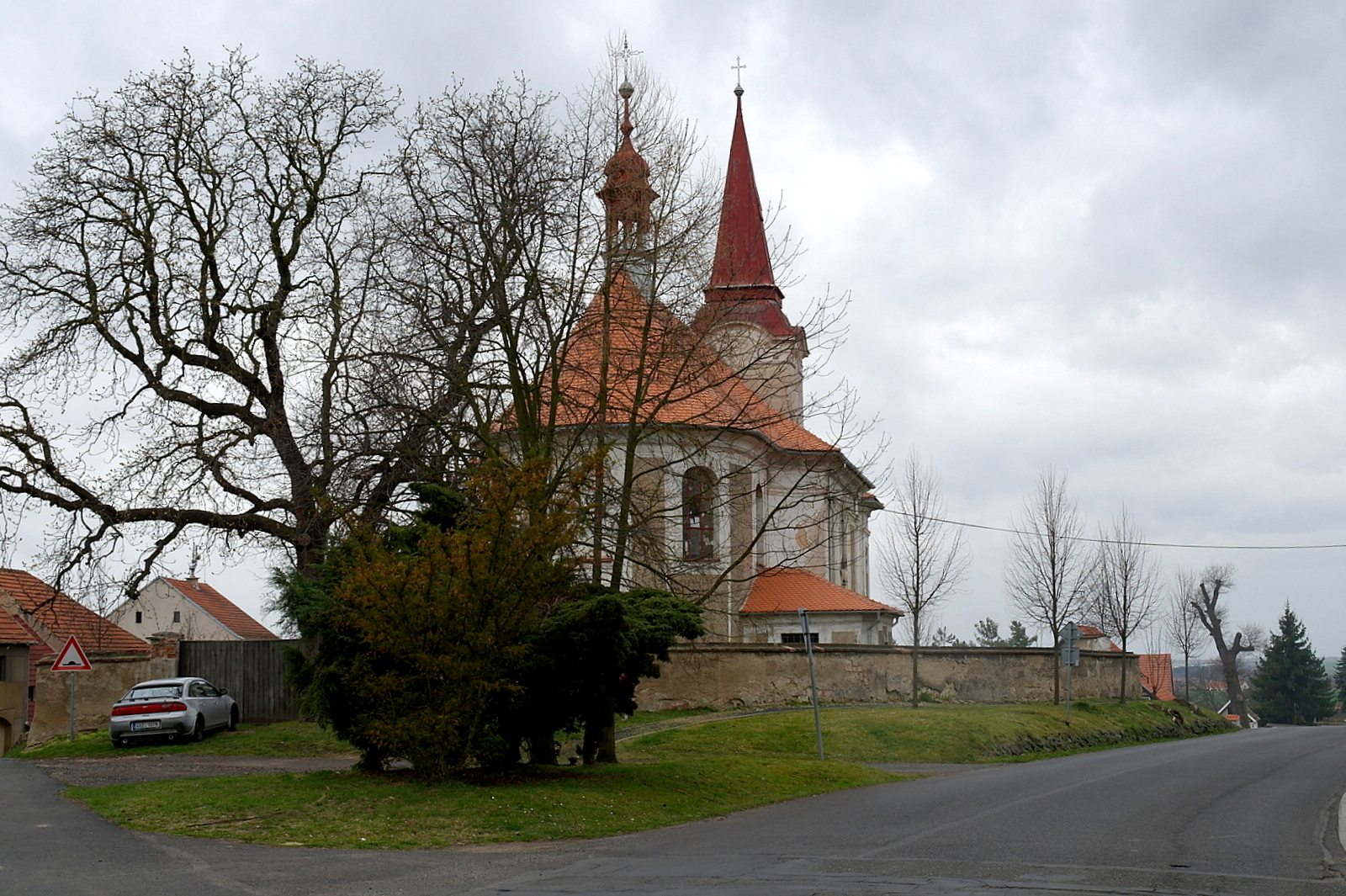
Pohled od severovýchodu
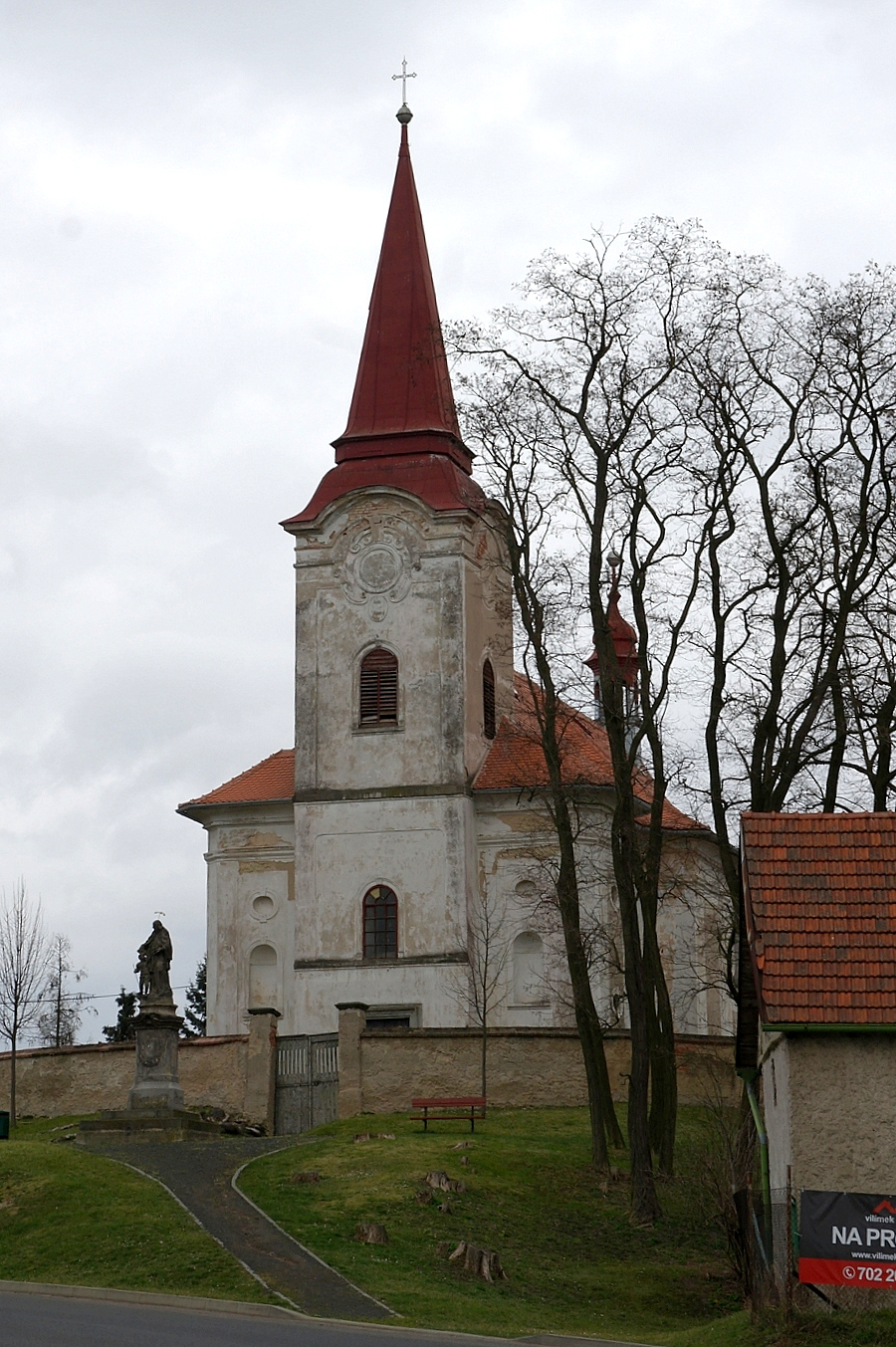
Pohled od západu
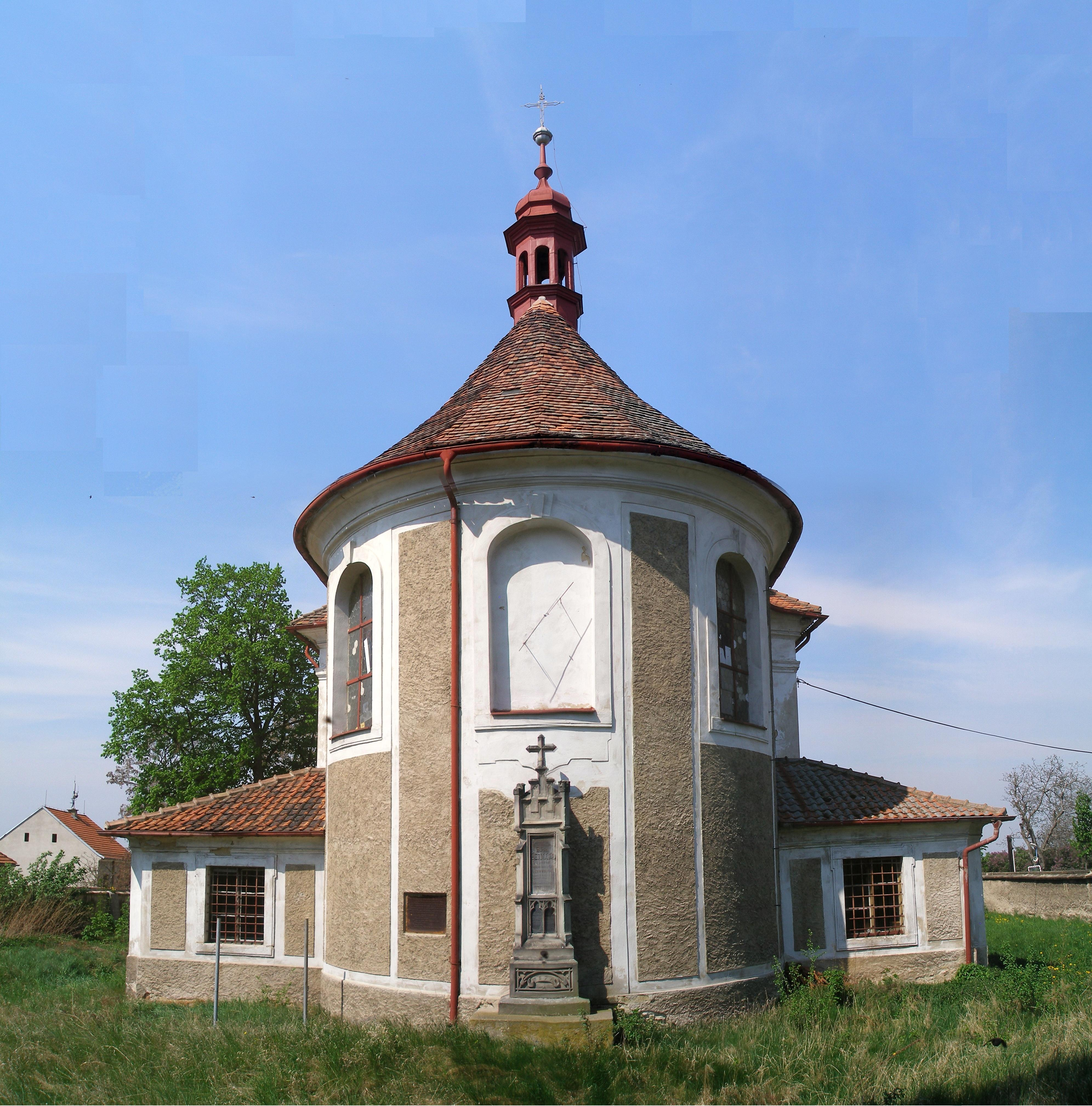
Presbytář
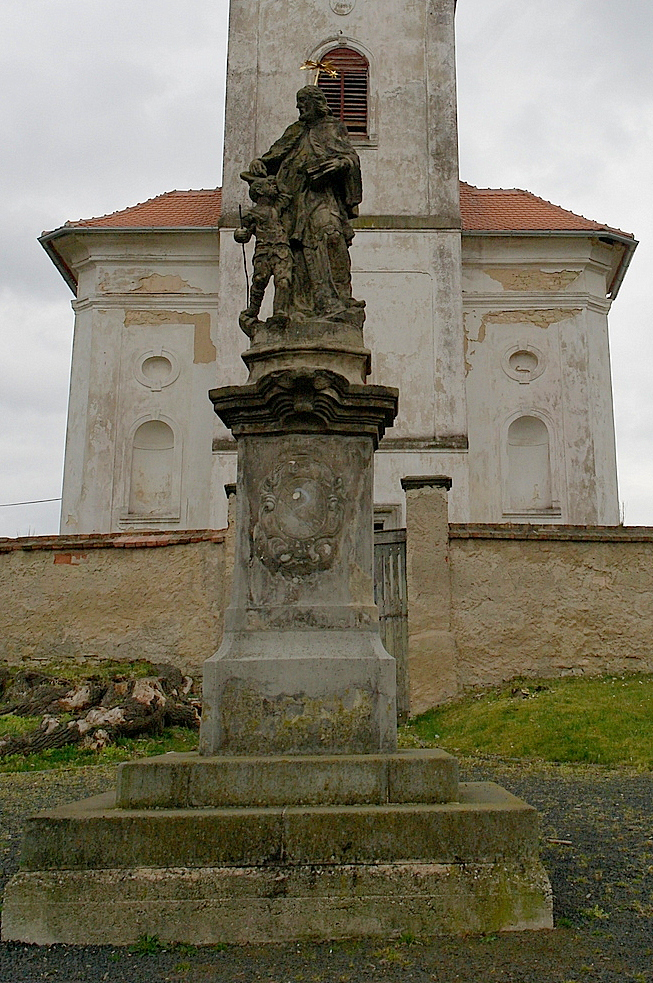
Sv. Jan Nepomucký